# Haveringland
Haveringland – wieś w Anglii, w hrabstwie Norfolk, w dystrykcie Broadland. Leży 15 km na północny zachód od Norwich i 164 km na północny wschód od Londynu.
Miejscowość liczy 187 mieszkańców.